# Aldona Balsienė
Aldona Balsienė (* 4. November 1952 in Molėtai) ist eine litauische Gewerkschafterin, ehemalige Politikerin, Mitglied des Seimas.

## Leben
Nach dem Abitur 1967 an der Mittelschule Molėtai absolvierte sie 1971 das Elektromechanik-Technikum Vilnius und studierte in der Abendstudiumabteilung des Vilniaus inžinerinis statybos institutas. 1971 war sie Mitarbeiterin des Elektrografie-Instituts. Von 1974 bis 1994 war sie Metrologin an Vilniaus skaičiavimo mašinų gamykla. 1978 absolvierte sie das Diplomstudium am Vilniaus inžinerinis statybos institutas.
Ab 1988 war sie aktiv  bei der Gründung von Lietuvos darbininkų sąjunga und von 1989 bis 1991 war verantw. Sekretärin derer, von 1991 bis 2006 leitete als Präsidentin Lietuvos darbininkų sąjunga  und seit 2000 die Gewerkschaft „Solidarumas“. Von 2004 bis 2006 war sie Mitglied des litauischen Parlaments Seimas, gewählt in der Liste von Rolandas-Paksas-Koalition „Už tvarką ir teisingumą“.
Sie ist verheiratet und hat die Tochter Jurgita und den Sohn Mindaugas.

## Quelle
1. ↑  CV

| Personendaten    | Personendaten                                                 |
| ---------------- | ------------------------------------------------------------- |
| NAME             | Balsienė, Aldona                                              |
| KURZBESCHREIBUNG | litauische Gewerkschafterin, Politikerin, Mitglied des Seimas |
| GEBURTSDATUM     | 4. November 1952                                              |
| GEBURTSORT       | Molėtai, Litauische SSR                                       |